# Selenechinus armatus
Selenechinus armatus is een zee-egel uit de familie Echinometridae.
De wetenschappelijke naam van de soort werd in 1902 gepubliceerd door Johannes Cornelis Hendrik de Meijere.